# Dieri
Dieri är ett utdött australiskt språk. Dieri talades i Sydaustralien och tillhörde de pama-nyunganska språken.